# 毛利元靖
毛利 元靖（もうり もとやす、1908年〈明治41年〉9月5日 - 1961年〈昭和36年〉9月18日）は、徳山毛利家第12代当主。

## 概要・経歴
1908年（明治41年）9月5日、山口県都濃郡徳山町において、旧徳山藩毛利家第11代当主・毛利元秀の長男として生まれる。
東北大学経済科卒業後、南満洲鉄道に入社し、本社総裁室管理課長代理、新京支社殖産課長、総務局管理課長などを務める。
1942年（昭和17年）5月に父・元秀が死去し、同年7月に家督を継承した。
1945年（昭和20年）10月に妻の毛利行子が死去。
1948年（昭和23年）3月に山口県公安委員となり、5月からは旅館「岐山」を経営し、1954年（昭和29年）12月に徳山商工会議所会頭に選ばれた。
KRY山口放送の創設に尽力し、初代会長を務めた。同社の敷地はかつての徳山毛利邸跡地の一角である。
1955年（昭和30年）から1956年（昭和31年）と1956年（昭和31年）から1957年（昭和32年）の二期にわたり、かつての旧領である徳山市に設立された、「徳山ロータリークラブ」第3代、第4代の会長を務めた。
1957年（昭和32年）5月14日設立の「防府ロータリークラブ」の特別代表に就任。
1961年（昭和36年）9月18日に死去。

## 系譜
- 父：毛利元秀（1880-1942） - 旧徳山藩毛利家第11代当主。
- 母：毛利庸子（1879-1964） - 南部利恭の長女。
- 弟：宍戸広慶 - 宍戸功男の養子。
- 妹：伊地知繁子 - 伊地知精の妻。
- 妻：毛利行子（1916-1945） - 木辺孝慈の娘。
- 長女：星野瓊子（1938-） - 星野敬二の妻。
- 長男：毛利就擧（1939-2010） - 旧徳山藩毛利家第13代当主。
- 次男：毛利就圀（1941-）
- 次女：毛利応子（1942-）
- 三男：毛利和三郎（1945-）